# Rod Lurie
Rob Lurie (Israel, 15 de maio de 1962) é um diretor de televisão e cinema e roteirista estadunidense, nascido em Israel. É o criador da série de televisão Senhora Presidente.